# 1618
1618 (MDCXVIII) fue un año común comenzado en lunes según el calendario gregoriano.

## Acontecimientos

### Enero
- 28 de enero: Osmán II asciende al trono del Imperio Otomano y Hümaşah Sultan se convierte de nuevo en Valide sultan por orden de Osman II.[1]

### Marzo
- 22 de marzo: en Roma, el papa Paulo V concede el capelo cardenalicio al duque de Lerma, que lo había solicitado como protección ante el juicio por el asesinato de Francisco Juara por Rodrigo Calderón, confidente de Lerma.

### Abril
- 21 de abril: en Egipto, el jesuita español Pedro Páez alcanza las fuentes del Nilo Azul.

### Mayo
- 7 de mayo: en China, el príncipe manchú Nurhaci publica un manifiesto en contra de la Dinastía Ming, tras lo cual lidera una revuelta militar en Fushun, iniciando la transición de Ming a Qing.[2]

- 19 de mayo: en Venecia (Italia) es descubierta la «Conspiración de Venecia», ideada por el duque de Osuna y Quevedo para apoderarse de la ciudad mediante un audaz golpe de mano.
- 23 de mayo: inicio de la Guerra de los Treinta Años con la Segunda Defenestración de Praga.

### Septiembre
- 1 de septiembre: el ruso Iván Petlin llega a Pekín (China), estableciendo las relaciones ruso-chinas.[3]
- 18 de septiembre: Inicia un ciclo del calendario maya, el decimosegundo baktún cuyo último día fue el 20 de diciembre de 2012 en nuestro calendario gregoriano. El 21 de diciembre de 2012 se inició el decimotercer baktún.

### Octubre
- 19 de octubre: es beatificado Pascual Baylón, por el papa Paulo V.

### Noviembre
- 16 de noviembre: en Hebei (China) se produce un terremoto de 6,5 grados en la escala sismológica de Richter (I=8).
- En la Biblioteca Ambrosiana (instituida en 1609 en Milán) se construye la Pinacoteca Ambrosiana.

## Nacimientos
- 1 de enero: Bartolomé Esteban Murillo, pintor español (f. 1682)
- 9 de septiembre: Juan Cererols, compositor español del barroco (f. 1676)
- 3 de noviembre: Aurangzeb, último gran emperador mogol.
- Ignacio Duarte y Quirós, sacerdote jesuita argentino, fundador del Colegio Montserrat (f. 1703).

## Fallecimientos
- 20 de febrero: Felipe-Guillermo de Orange-Nassau, príncipe de Orange (n. 1554)
- 29 de octubre: Walter Raleigh, navegante, político y escritor inglés; decapitado (n. 1552).